# Pegesimallus lubumbashi
Pegesimallus lubumbashi là một loài ruồi trong họ Asilidae. Pegesimallus lubumbashi được Bromley miêu tả năm 1935.